# Сражение у Узун-Сакала
Сражение у Узун-Сакала — вооруженное столкновение Казахского и Бухарского ханства.

## Предыстория
Тауекель, возглавив армию численностью от 70 до 80 тысяч человек, осадил Бухару, однако потерпел поражение и был вынужден отступить.

## Сражение
В Узун-Сакале (Мийанкал) они столкнулись с противником, и начались ожесточённые бои. В это время к Пир-Мухаммад-хану прибыл Баки-султан — брат Дин-Мухаммад-хана, который, потерпев поражение от кызылбашского войска, отступил с поля битвы у Пул-и Салара. Присоединившись к Пир-Мухаммад-хану, Баки-султан активно участвовал в сражениях против Тауекель-хана и нередко одерживал победы. Около месяца обе стороны вели непрерывные бои. Баки-султан демонстрировал храбрость и верность Пир-Мухаммад-хану, пока Тауекель-хан, ослабевший в ходе боёв, не предпринял внезапное ночное нападение на лагерь Пир-Мухаммад-хана. Однако и войско Пир-Мухаммад-хана дало решительный отпор, разгорелась ожесточённая схватка. В этой битве Тауекелю удалось убить Саййид-Мухаммад-султана, родственника Пир-Мухаммад-хана, и Мухаммада Баки-аталыка-диванбеги, но сам он был ранен и не достиг успеха. Отступив в Ташкент, он вскоре скончался от болезни: «...и он ушел в мир вечности».